# إميل عواد
إميل عواد عادي (ولد في الطيبة في1 أغسطس 1933 – توفي في عمّان في 25 أكتوبر 2021). سياسي فلسطيني أردني  نشط في الحزب الشيوعي الأردني.

## حياته المهنية والنهوض الشعبي
أكمل تعليمه الثانوي في مدينة القدس وانتسب للحزب الشيوعي الأردني في بدايات تأسيسه ونشط في قطاع الطلاب آنذاك.
شارك في نضال الحركة الوطنية الأردنية في مناهضة الأحلاف الرجعية وأهمها حلف بغداد، والتصدي للإتفاقية الأردنية البريطانية، وكذلك النضال من أجل تعريب الجيش الذي اشتد مند العام 1953 ليتكلل بالنجاح في العام 1956. ابتعث إميل عواد في الأعوام 1990 و1981 و1971 إلى معهد الدراسات الماركسية للأبحاث الاجتماعية والعلوم السياسية في موسكو، وانتخب عضواً في اللجنة المركزية ومن ثم في المكتب السياسي في الحزب الشيوعي الأردني لعدة دورات ليتولى المهام القيادية والكفاحية التي أوكلها له الحزب طوال فترة العمل السري.
بُعيد الانقلاب على حكومة سليمان النابلسي حُكم على إميل عواد بالسجن لمدة 19 عاماً بتهم متعددة منها الانتماء للحزب الشيوعي الأردني، ومناهضة نظام الحكم. ليستمر في السجون منذ 1956 ولغاية 1965، بين سجون مقاطعة رام الله والمحطة وسجن الجفر الصحراوي.

### الإقامة الجبرية
بعد إصدار العفو العام من قبل ملك الأردن الحسين بن طلال عاد إميل عواد ليسكن القدس وأكمل نشاطه الحزبي تحت الإقامة الجبرية في بلدته الطيبة بين العام 1965 - 1967.

## نكسة عام 1967
بعد احتلال الضفة الغربية في حرب عام 1967 شارك عواد في النشاط الوطني في مناهضة الاحتلال الإسرائيلي وكان من المشرفين على مطبعة الحزب السريّة في مدينة القدس المحتلة، وعمل في بناء جبهة وطنية هدفها مقاومة إسرائيل.

## الأسر في سجون الاحتلال
خاض إميل عواد تجربة السجن لمرة أخرى حيث أعتقل من قبل قوات الاحتلال الإسرائيلي في العام 1968 وانتقل بين سجون المسكوبية والرملة والدامون. وفي 28 أكتوبر 1969 ساهم في تنظيم أول اضراب عام في كافة سجون الاحتلال الذي دعا له الحزب الشيوعي الأردني والحزب الشيوعي الإسرائيلي. استمر لستة أيام بالتنسيق مع المحامية الأممية فيليتسا لانغر. بعد الإضراب أبعدته سلطات الاحتلال إلى لأردن في 28 أكتوبر 1970، ليكون أحد أول عشرة مبعدين عن مدينة القدس بقرار من موشيه ديان وزير الحرب في حكومة الاحتلال حينها.

## النشاط السياسي في الأردن

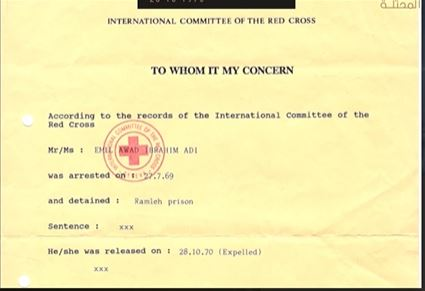
وثيقة إبعاد إميل عواد من الأراضي الفلسطينية صادرة عن الاحتلال الإسرائيلي

في الأردن واصل عواد النشاط السياسي والوطني في منظمات الحزب الشيوعي الأردني وفي قيادة منظمة الزرقاء تحديداً. في العام 1971 اعتقل وتعرض للتعذيب من قبل قوات بدر التابعة لمنظمة التحرير الفلسطينية على أثر محاولة رفاقه الشيوعيين والتقدميين الانقلاب على قيادة منظمة التحرير في الأردن.[بحاجة لتوضيح]
شارك في إضراب عمال الغزل والنسيج في مطلع الثمانينيات، وفي الإضراب الطلابي الأبرز في تاريخ الحركة الطلابية الأردنية في جامعة اليرموك عام 1986 والتي تكللت بإنهاء الأحكام العرفية وعودة الحياة البرلمانية والسياسية في البلاد.
كما وشارك في عدّة مؤتمرات ولقاءات للحركة الشيوعية والعمالية العالمية والعربية وساهم في الوفود الشعبية لكسر الحصار عن العراق الشقيق في الأعوام 1994 إلى 1996

### سفينة العودة 12 فبراير من العام 1988
شارك إميل عواد مع مجموعة من القادة التقدميين والناشطين السياسيين وفنانين أبرزهم الشاعر الشيوعي الفلسطيني توفيق زيّاد والمطران هيلاريون كابوتشي، في سفينة العودة التي فجرها الموساد الإسرائيلي في ليماسول.

### العودة إلى أرض الوطن
في 21 يناير العام 1995 عاد إميل عواد إلى فلسطين بعد ما يزيد عن 25 عاماً من الإبعاد القسري بعد أعوام من رفض سلطات الاحتلال السماح بعودته.

## وفاته
في 27 أكتوبر 2021 شيّع جثمان إميل عواد من مستشفى الرويال في عمّان - الأردن إلى مثواه الأخير قرية الطيبة في مدينة رام الله بمشاركة مهيبة لعشرات الأعضاء من الحزب الشيوعي الأردني وحضره الأمين العام للحزب الشيوعي الأردني. ومن ثم تمت مراسم تشييع جثمان عواد ظهر الخميس 28 أكتوبر 2021 في مسقط رأسه ببلدة الطيبة في مدينة رام الله، وذلك بحضور حزبي ووطني واسع، يعكس المكانة الكبيرة التي كان يمثلها القائد الراحل بتنسيق حزب الشعب الفلسطيني.

### ردود فعل
- نضال مضية نائب الأمين العام للحزب الشيوعي الأردني: «في وداع المناضل الشيوعي الكبير اميل عواد للراحل الكبير، والمناضل العتيق، الرفيق أبو عواد خلود الذكر الطيب، ولروحه الطاهرة السكينة والرحمة. أمثال القائد الشيوعي الصلب الرفيق العزيز أبو عواد يغيبون جسداً فقط. فمآثرهم وعطائهم  كفيلة بأن تخلدهم في ضمير ووجدان رفاقهم، ومحبيهم ومقدري أفضالهم التي تبقى خير زوادة للسائرين على دربهم والاوفياء لذكراهم. وداعا رفيقنا العزيز أبو عواد، ولزوجتك وابنأئك وعائلاتهم ولذويك وانسبائك احر العزاء وأصدق مشاعر المواساة».
- عايد أبو صعيليك صحفي وعضو بارز في الحزب الشيوعي الأردني: «ابو عواد يوارى الثرى في فلسطين لماذا صامد وعنيد في حياتك مبدئيا في مماتك صامد أنت وما زلت تقاوم وعلى شبر تراب أنت يوما لم تساوم. الراحل الكبير المناضل العضوي والجذري اميل عواد »أبو عواد« لماذا اراد ووصى بدفنه في بلدته الطيبة- في فلسطين. هما رسالتين نضاليتين اراد ان يختم بهما مسيرته النضاليه المشرفة اولهما لدعاة ومروجي مقولة الوطن البديل اراد ان يقول ان الفلسطيني الواعي والمثقف كما الأردني لا ينجران لمعارك جانبيه ويدركان ان معركتهما طبقيه بين راس مال وتحالف طبقي حاكم وبين فقراء معدومين، وان معركته لم تكن يوما جهويه أو طائفيه أو اقليميه فالنضال الفلسطيني والأردني يكملان بعضهما وهما من يقفان في وجه المشروع الصهيوني اما الرسالة الثانية فكانت موجهه للاحتلال الإسرائيلي وفحواها ان لا بديل عن فلسطين وسنحررها يوما وان حقنا في العودة مقدس، ان لم نعد اليها احياء وهي محررة سنعود اليها حتى لو كنا في النعوش ففي ذلك رسالة لمن بعده ليكمل المسيرة.»
- حزب الشعب الفلسطيني[3] في [ بيانه الرسمي]: «بمزيد من الحزن والأسى ينعى حزب الشعب الفلسطيني ممثلاَ بأمينه العام والمكتب السياسي واللجنة المركزية ورفيقات ورفاق حزبنا وأنصاره، إلى جماهير الشعبين الأردني والفلسطيني، وإلى قوى التحرر والحرية والعدالة في العالم، المناضل والقائد الوطني والشيوعي العريق، الرفيق المناضل: أميل عواد »أبو عواد« عضو المكتب السياسي واللجنة المركزية السابق للحزب الشيوعي الأردني.»